# Os Trapalhões
Os Trapalhões est un groupe de comiques brésiliens très populaire au Brésil du milieu des années 1960 aux années 1990. 
Le groupe, réunissant Didi Mocó (pt), Dedé Santana (en), Mussum (en) et Zacarias (en), doit son succès tant par son émission de télévision humoristique historique, diffusée chaque dimanche entre 1966 et 1998, qu'aux quarante-sept films mettant en scène le quatuor, dont Os Trapalhões na Guerra dos Planetas (connu également sous le nom officieux de Brazilian Star Wars) sorti en 1978 ou Os Saltimbancos Trapalhões sorti en 1981 qui figurent parmi les dix plus gros succès du box-office brésilien.

## Filmographie
- 1965 : Na Onda do Iê-Iê-Iê
- 1966 : Adorável Trapalhão
- 1967 : Dois na Lona
- 1968 : A Ilha dos Paqueras
- 1969 : Bonga, o Vagabundo
- 1972 : Ali Babá e os Quarenta Ladrões
- 1973 : Aladim e a Lâmpada Maravilhosa
- 1973 : Robin Hood, o Trapalhão da Floresta
- 1974 : O Trapalhão na Ilha do Tesouro
- 1975 : Simbad, o Marujo Trapalhão
- 1976 : O Trapalhão no Planalto dos Macacos
- 1977 : O Trapalhão nas Minas do Rei Salomão
- 1978 : Os Trapalhões na Guerra dos Planetas
- 1979 : O Cinderelo Trapalhão
- 1979 : O Rei e os Trapalhões
- 1980 : Os Três Mosqueteiros Trapalhões
- 1980 : O Incrível Monstro Trapalhão
- 1981 : O Mundo Mágico dos Trapalhões
- 1981 : Os Saltimbancos Trapalhões
- 1982 : Os Vagabundos Trapalhões
- 1982 : Os Trapalhões na Serra Pelada
- 1983 : O Cangaceiro Trapalhão
- 1983 : Atrapalhando a Suate
- 1983 : O Trapalhão na Arca de Noé
- 1984 : Os Trapalhões e o Mágico de Oróz
- 1984 : A Filha dos Trapalhões
- 1985 : Os Trapalhões no Reino da Fantasia
- 1985 : Os Trapalhões no Rabo do Cometa
- 1986 : Os Trapalhões e o Rei do Futebol
- 1987 : Os Trapalhões no Auto da Compadecida
- 1987 : Os Fantasmas Trapalhões
- 1988 : Os Heróis Trapalhões - Uma Aventura na Selva
- 1988 : O Casamento dos Trapalhões
- 1989 : A Princesa Xuxa e os Trapalhões
- 1989 : Os Trapalhões na Terra dos Monstros
- 1990 : Uma Escola Atrapalhada
- 1990 : O Mistério de Robin Hood
- 1991 : Os Trapalhões e a Árvore da Juventude
- 1997 : O Noviço Rebelde
- 1998 : Simão, o Fantasma Trapalhão
- 1999 : O Trapalhão e a Luz Azul
- 2000 : Um Anjo Trapalhão
- 2003 : Didi, o Cupido Trapalhão
- 2004 : Didi Quer Ser Criança
- 2006 : Didi, o Caçador de Tesouros
- 2006 : O Cavaleiro Didi e a Princesa Lili
- 2008 : O Guerreiro Didi e a Ninja Lili